# Con medul·lar
El con medul·lar comença a prop de la sortida dels nervis lumbars (L1). Després que la medul·la acaba, els nervis espinals continuen en arrels nervioses suspeses. Aquesta cua terminal d'arrels nervioses es coneix amb el nom de cauda equina o cua de cavall.